# Rantau Rasau Desa
Rantau Rasau Desa is een bestuurslaag in het regentschap Tanjung Jabung Timur van de provincie Jambi, Indonesië. Rantau Rasau Desa telt 2732 inwoners (volkstelling 2010).